# Voijtjajaure kapell
Voijtjajaure kapell är en kyrka i Tärna församling i Luleå stift.  Kyrkan är belägen i Björkvattsdalgången vid sjön Voijtjajaure i Storumans kommun i Västerbottens län, cirka 3,5 mil från Tärnaby. 
1927 beslöt kyrkostämman att anlägga begravningsplats i Voijtjajaure, och i oktober 1929 fastställde Länsstyrelsen det förslag som sedan genomfördes. Kapellet uppfördes åren 1932 till 1933 efter ritningar av ingenjören Axel Björn, Luleå. Kapellet uppfördes med ett stort mått av frivilligarbete, och invigdes av biskop Olof Bergqvist den 13 augusti 1933.
Kapellet, som rymmer ca 225 personer, har en traditionell utformning med rektangulärt långhus, ett torn i väster och sakristia i nordost. Det är en god representant för de enklare kyrkobyggnader som uppfördes på olika håll på landsbygden under 1930-talet. Under sommaren 2010 ommålades Voijtjajaure kapell och man återgick till den gamla färgsättning som fanns vid kapellets invigning.
Ordinarie gudstjänster hålles fyra gånger per år utöver löpande dop, vigslar och begravningar. 
Intill kyrkan ligger Voijtjagården, som ägs av Voijtjajaure bygdeförening. Där anordnas kyrkkaffe, minnesstunder, dopkaffe  med mera.

## Inventarier
- En elorgel. [8]